# Kitani
Kitani (staroturško 𐰶𐰃𐱃𐰪 Kītań, kitajsko: 契丹, srednjekitajsko Khejtan), znani tudi kot Kitaji (kitansko  veliko  , malo  ,  Kitai)  ali Kidani (sodobno mandarinsko Qìdān, mongolsko Кидан, latinizirano: Kidan, korejsko 거란, latinizirano: Kuran) so bili nomadsko ljudstvo iz severovzhodne Azije, ki je bilo od 4. stoletja naseljeno v delih sedanje Mongolije, severovzhodni Kitajski in ruskem Daljnem vzhodu. Govorili so kitanski jezik, soroden mongolskim jezikom. Kot dinastija Liao so vladali v delu Kitajske in obširnemu ozemlju severno od nje. Za seboj so pustili  zelo malo sledov.
Po padcu dinastije Liao po invaziju Jurčenov leta 1125, je mnogo Kitanov pod vodstvom Jelu Dašija odšlo na zahod, kjer so v Centralni Aziji ustanovili Karakitajski kanat ali Zahodno dinastijo Liao. Kanat so leta 1218 uničili Mongoli.

## Ime
O etimologiji imena Kitan obstajajo tri glavne teorije. Feng Jiasheng trdi, da izhaja iz imen juvenskih poglavarjev. Zhao Zhenji domneva, da ime izvira iz besede Šianbei, ki pomeni »kraj, kjer so prebivali Šianbei (Sjambi)«, nomadsko ljudstvo, ki je živelo v Mandžuriji in vzhodni Mongoliji, medtem ko japonski znanstvenik Matsuo meni, da se je izvorno ime Kitan glasilo Šidan, kar pomeni »ljudstvo, ki je podobno ljudstvu Ši« ali »ljudstvo, ki živi med ljudstvom Ši«.
Različne oblike besede Kitan so se  kot ime Kitajske ohranile v več jezikih, tudi v slovenščini. V ruščini in bolgarščini se glasi Китай, Kitaj, v arhaični angleščini in francoščini Cathay, italijanščini in portugalščini Catai, španščini Catay, gruzinščini ხ ატაეთი, Khataeti in mongolščini Хятад, Kitad. Naziv Kitai za Kitajsko ali Kitajce v turških jezikih, na primer v ujgurščini, imako Kitajci Han za žaljiv, zato so ga kitajske oblasti poskušale prepovedati.

## Zgodovina
O izvoru Kitanov govori več legend. Po kitanskih zapisih (spominska tablica Jelu Južija in Liao Ši) je bil davni prednik Kitanov kagan Kišu, potomec šjanbejskega kana Tanšihuaja. Kagan Kišu je bil svet mož, ki je na belem konju priplaval po reki Laoha in srečal božansko  devico Kedun, ki je na vozu, v katerem je bil vprežen siv vol, priplavala po reki Šar Moron.  Srečala sta se na sotočju rek ob vznožju svete gore Muja. Kedun je rodila osem sinov, prednikov osmih kitanskih plemen. Na njuni najsvetejši gori Muje so zgradili svetišče s portreti kitanskih prednikov.
Zgodba je precej podobna zgodbi o poreklu Džingiskana, ki govori o božanskem modrem volku in lepi Doi, ki je priplula preko morja (Tengis). Srečala sta se pri izviru reke Onon ob vnožju gore Burkan Kaldun, ki je postala najsvetejši kraj bordžiginskih Mongolov. 
Qidan Guozhi (Zgodovina kitanske države), napisana leta 1247, v uvodu navaja naslednjo kitansko legendo:
Poglavar z imenom Naihe je bil  samo lobanja, skrita pod preprogo v jurti in zato neviden. Če se je v njegovi državi zgodilo nekaj zelo resnega, so mu žrtvovali belega konja in sivega vola in Naihe je privzel človeško podobo in uredil težave. Potem se je vrnil v jurto in se ponovno spremenil v lobanjo. Izginil je, ker so ljudje oprezali za njim. Bil je tudi drug poglavar z imenom Vaihe, ki je tudi živel v jurti. Nosil je merjaščevo glavo in bil oblečen v svinjsko kožo. Med delovanjem je prišel iz jurte, ko se je utrudil pa se je spet skril v jurto. Nekega dne mu je žena ukradla svinjsko kožo, zato jo je zapustil in odšel neznano kam. In bil je tudi tretji poglavar, ki se je imenoval Žuli Hunhe, ki je redil dvajset ovac. Vsak dan je pojedel devetnajst ovac in pustil samo eno, naslednji dan pa jih je bilo spet dvajset. Vsi trije poglavarji so bili zelo znani po sposobnostih voditi svojo  državo.
Kitani so bili pripadniki nomadskega ljudstva Šjanbej in do leta 388 del plemena Kumo Ši.  Ko so plemensko zvezo Kumo Ši Kitan popolnoma porazili novoustanovljeni  Severni Veji, so zmagovalci Kitanom dovolili postati samostojno pleme in entiteta, s čimer se je začela kitanska pisana zgodovina.
Kasneje so Kitanom vladali zahodni sosedje, od 5. do 8. stoletja GokTurki in v 8. in 9. stoletju Ujguri, in južni sosedje, v 5. in 6. stoletju Severne dinastije in od 7. do  10. stoletja Tangi.  Pod trojimi vladarji in zatiralci so Kitani začeli krepiti svojo moč in željo po neodvisnosti. Proces je bil počasen, ker so ga večkrat prekinili oblastniki, ki so vpoklicali kitanske vojake, ko so jih potrebovali, ali uničili, če je postal prenevaren. Leta 696-697 se je zgodil Li Šunov upor proti Tangom, katerega so spodbudili Gok Turki, ki so prevzeli vse tveganje. Upor je bil uspešen, potem pa so Kitane zahrbtno napadli Turki in ustanovili svoje drugo Turško cesarstvo.
V 630. letih so mongolski Kitani iz južne Mandžurije in vzhodne Mongolije kapitulirali pred cesarjem  Tang Taizongom.
Kitani so po odhodu Ujgurov na zahod in propadu dinastije Tang na začetku 10. stoletja izkoristili priložnost in leta 907 ustanovili Dinastijo Liao. Država se je dokazala kot uspešna sila severno od Centralne kitajske ravnine in se stalno širila na zahod in jug na nekdanja turško-ujgurska in kitajska ozemlja. Leta 1005 sta dinastiji Liao in Song podpisali Čanjuanski mirovni sporazum, ki je veljal  naslednjih 120 let.  Med vladavino cesarja Daozonga je velik problem postala korupcija, ki je sprožila nezadovoljstvo številnih ljudstev, med njimi tudi Jurčenov.  Dinastija Liao je nazadnje propadla in oblast je leta 1125 prevzela jurčenska dinastija Jin. Jurčeni so porazili Kitane in jih izkoristili za svoje vojaške potrebe. Ko so dinastijo Liao napadla cesarstva Jin, Song in Zahodni Šja, so Kitani edino upanje videli v Kamaških Mongolih.
Korejska dinastija Gorjeo je za obrambo pred Jurčeni in Kitani  leta 1033-1034 zgradila zid s številnimi obmejnimi utrdbami.
Po padcu dinastije Liao je velik del kitanskega plemstva pobegnil na zahod in v ustanovil kratkotrajni Karakitajski kanat ali Zahodni Liao, po njegovem padcu pa je manjši del plemstva pod Burak Hadžibom ustanovil manjšo državo v južni perzijski provinci Kerman. Ti Kitani so prestopili v islam in izgubili svoj vpliv in se nazadnje utopili v lokalnih turških in iranskih ljudstvih. Ker je kitanski jezik še vedno skoraj popolnoma nečitljiv, je  natančno zgodovino njihovih selitev težko rekonstruirati.
Nedavne genetske študije in raziskave družinskih rodovnikov so utemeljile hipotezo, da so Dauri, etnična skupina iz Notranje Mongolije, morda potomci starodavnih Kitanov. Da so potomci Kitanov trdijo tudi junanski kitajski klani A, Mang, Jinang ne nekaj deset drugih in klan Liu v nekaj deset vaseh z imenom Jelu Žuang. V obdobju Liao so bili etnični Kitani razdeljeni v dva klana, Jelu in Šjao. Klan Jelu se je kasneje pokitajčil. Jezik daur se uvršča med mongolske jezike, Dauri in nekaj Barinov iz Bajrin-Jucija pa med neposredne potomce Kitanov. Pričeske nekaterih Barink so zelo podobne kitanskim. Potomci Kitanov so tudi vsa kitajska in kitanska plemena (Dai Kitai) v Centralni Aziji.
Kitani so na begu pred Mongoli napadli Gorjeo (Koreja) in večkrat  porazili korejsko vojsko. Prišli so celo do mestnih vrat korejske prestolnice in prodrli globoko na jug Korejskega polotoka, potem pa jih je porazil korejski general Kim Čuj Rjeo. Potisnil jih je nazaj na sever do province Pjongan,   kjer je ostanke njihove vojske leta 1219  uničila  združena mongolsko-korejska vojska.

## Jezik in pisava
Kitanski jezik, znan tudi kot liao [ISO 639-3], je izumrl jezik. Jezikoslovci so prepričani, da je bil soroden pramongolskemu jeziku. Pisal se je z veliko in malo  kitansko pisavo. Pisavi sta bili funkcionalno neodvisni. Uporabljali sta se sočasno  in še nekaj časa po propadu dinastije. Primerki pisav so najpogostejši na nagrobnikih in spomenikih. Pisavi še nnista v celoti razvozlani. Za njuno popolno razumevanje je potrebnih še veliko raziskav in odkritij. Najstarejši zapis v veliki kitanski veliki pisavi je Spomenik za Jelu Janinga iz leta 986. 
V njihovih delno razvozlanih spisih so jezikoslovci odkrili mnogo mongolskih besed, na primer nair - sonce sun, sair  - luna,  tau – pet,  jau – sto,  m.r – konj,  im.a – koza,  n.q – pes,  m.ng – srebro,  ju.un  - poletje, n.am.ur – jesen, u.ul – zima, heu.ur – pomlad, tau.l.a  - zajec, t.q.a – kokoš in m.g.o – kača, kar kaže, da je bil kitanski jezik pramongolski.

## Gospodarstvo
Kitani so bili nomadi in so se prvotno ukvarjali z živinorejo, ribolovom in lovom. Ropali so kitajska mesta in vasi na jugu in sosednje plemena, ki so bili pomemben vir sužnjev, kitajskih obrtnih izdelkov in hrane, zlasti v obdobjih lakote. Pod vplivom sosednjih Kitajcev in zaradi lastnih potreb po stalni upravi so se začeli ukvarjati s poljedelstvom in gradnjo stalnih naselij. Od kitajskih in balških poljedelcev so se razlikovali po tem, da so gojili predvsem proso in ne pšenice in pšena. Vladajoči razred dinastije Liao je v poznem poletju  organiziral tradicionalne lovske pohode. Po propadu dinastije Liao so se vrnili k nomadskemu načinu življenja.

## Vera
Kitani so sprva častili številne naravne pojave, za katere so  verjeli, da so božanski. Nadvse so častili sonce. Kitanski vladarji so se zato obračali proti vzhodu, kjer sonce vzhaja, in ne proti jugu kot kitajski cesarji. Sever je imel prednost pred jugom.
Ustanovitelj dinastije Liao,  cesar  Tajzu, je ukazal gradnjo budističnih, konfucijanskih in taoističnih svetišč, njegovi nasledniki pa so se obrnili k budizmu. Budizem se je opazno razširil med vladavino cesarja Šengzonga (vladal  982 – 1031). Leta 1078 je bilo v državi okrog  360.000 menihov in nun, kar je pomenilo okrog deset odstotkov celotnega prebivalstva.  Podatek je morda pretiran, vsekakor pa kaže, da je bil budizem integralni del kitanske družbe. 

## Književnost
Ohranjenih je zelo malo ostankov pesnitev in proze, pisanih v kitanskem jeziku. Ker se kitanskega jezika ne da v celoti rekonstruirati, je razumevanje zapisov zelo težko.
Čeprav so imeli Kitani svojo pisavo, je bila njena raba omejena. Podobno kot stari Vietnamci, Korejci in Japonci so v svojo pisavo privzeli kitajske pismenke in velik del svojih knjižnih del, zlasti političnih dokumentov, napisali v kitajščini. Kitajska uradna zgodovina dinastije Liao z naslovom Liao Ši, napisana v dinastiji Juan, je temeljila na nekaj zgodnjih »avtentičnih zapisih« (實), zbranih v obdobju dinastije Liao.. 